# Fred Below
Frederick Below, Jr., född den 16 september 1926 i Chicago, död den 13/14 augusti 1988 på samma plats, var en amerikansk bluestrummis. Han anses vara den som införde baktakt i chicagobluesen.
Efter att ha spelat trummor under sin skoltid fick han, efter ett år i armén, slagverksutbildning vid Roy C. Knapp School of Percussion, varefter han återvände till armén och blev placerad i Tyskland där han ingick i 427:e arméorkestern. 1951 återvände han till Chicago, där han fick plats som trummis i Junior Wells band, The Aces (de övriga två var bröderna Louis och Dave Myers). 1952 ersatte Little Walter Wells i Aces (Wells ersatte samtidigt Little Walter i Muddy Waters band) och Aces, snart omdöpta till Jukes (efter Walters hit Juke), blev det mest populära bluesbandet i Chicago. Mycket av framgången anses vara Belows förtjänst och The Aces/Jukes "satte standarden" för shuffle-takten inom R&B. Below spelade på nästan alla Little Walters stora hits och blev alltmer anlitad som studiomusiker för Chess Records. Han gjorde som sådan inspelningar med, förutom Walter, bland andra Muddy Waters, Willie Dixon, Chuck Berry (de flesta av Berrys stora hits från 1956 till 1959 har Below som trummis), Otis Rush, Elmore James, Junior Wells, Buddy Guy, the Platters, the Drifters, Bo Diddley, John Lee Hooker, Howlin' Wolf och Sonny Boy Williamson II. Dessutom spelade han på Peps Perssons The Week Peps Came to Chicago (1972).